# Lake View (Texas)
Lake View és una concentració de població designada pel cens dels Estats Units a l'estat de Texas. Segons el cens del 2000 tenia 167 habitants.

## Demografia
Segons el cens del 2000, Lake View tenia 167 habitants, 79 habitatges, i 48 famílies. La densitat de població era de 129 habitants/km².
Dels 79 habitatges en un 19% hi vivien nens de menys de 18 anys, en un 53,2% hi vivien parelles casades, en un 2,5% dones solteres, i en un 39,2% no eren unitats familiars. En el 34,2% dels habitatges hi vivien persones soles el 13,9% de les quals corresponia a persones de 65 anys o més que vivien soles. El nombre mitjà de persones vivint en cada habitatge era de 2,11 i el nombre mitjà de persones que vivien en cada família era de 2,71.
Per edats la població es repartia de la següent manera: un 18% tenia menys de 18 anys, un 4,2% entre 18 i 24, un 22,2% entre 25 i 44, un 29,3% de 45 a 60 i un 26,3% 65 anys o més.
L'edat mediana era de 47 anys. Per cada 100 dones de 18 o més anys hi havia 98,6 homes.
La renda mediana per habitatge era de 33.875 $ i la renda mediana per família de 38.333 $. Els homes tenien una renda mediana de 14.479 $ mentre que les dones 25.625 $. La renda per capita de la població era de 19.469 $. Cap de les famílies i el 21,9% de la població estaven per davall del llindar de pobresa.

## Poblacions més properes
El següent diagrama mostra les poblacions més properes.